# William Denning

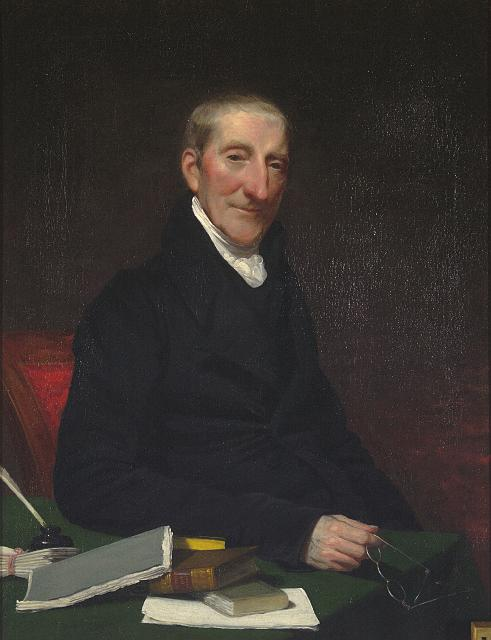
William Denning

William Denning (* April 1740; † 30. Oktober 1819 in New York City) war ein US-amerikanischer Politiker. Er vertrat 1809 und 1810 den Bundesstaat New York im US-Repräsentantenhaus.

## Werdegang
William Denning wurde während der englischen Kolonialzeit in wahrscheinlich St. John’s, Neufundland geboren und verbrachte dort die ersten Jahre. Seine Familie zog dann nach New York City, wo er später kaufmännischen Geschäften nachging. Er war aktiv in der revolutionären Bewegung tätig. 1775 war er Mitglied im Committee of One Hundred. Als Deputierter nahm er zwischen 1775 und 1777 am Provinzkongress von New York teil und als Abgeordneter in den Jahren 1776 und 1777 am Staatskonvent. Nach dem Unabhängigkeitskrieg saß er zwischen 1784 und 1787 in der New York State Assembly sowie zwischen 1798 und 1808 im Senat von New York. Während dieser Zeit war er 1799 Mitglied im Council of Appointment. Politisch gehörte er der von Thomas Jefferson gegründeten Demokratisch-Republikanischen Partei an. Bei den Kongresswahlen des Jahres 1808 wurde Denning im zweiten Wahlbezirk von New York in das US-Repräsentantenhaus in Washington, D.C. gewählt, wo er am 4. März 1809 die Nachfolge von Gurdon S. Mumford und George Clinton junior antrat, welche zuvor zusammen den zweiten und dritten Distrikt im US-Repräsentantenhaus vertraten. Denning trat 1810 von seinem Kongresssitz zurück. Er verstarb am 30. Oktober 1819 in New York City und wurde dann auf dem Friedhof der St.-Paul-Kirche beigesetzt.